# Episparis lunata
Episparis lunata là một loài bướm đêm trong họ Erebidae.